# The Vanishing - Scomparsa
(Tagline del film)
The Vanishing - Scomparsa (The Vanishing) è un film del 1993 diretto dal regista George Sluizer.
La pellicola, basata sul libro The Golden Egg, di Tim Krabbé, è un remake del film olandese Il mistero della donna scomparsa del 1988, diretto dallo stesso Sluizer.

## Trama
Jeff Harriman è uno scrittore alle prime armi fidanzato con Diane Shaver. I due partono per una vacanza, ma ad una stazione di servizio, Diane scompare misteriosamente, rapita da un uomo, che verrà in seguito identificato in Barney Cousins. Jeff denuncia la sua scomparsa, ma la polizia non dedica abbastanza tempo al caso. Nel corso del tempo la scomparsa della donna viene dimenticata da tutti, meno che da Jeff, che passa il tempo ad affiggere manifesti con la foto della sua ragazza. Dopo tre anni, tuttavia, non è ancora riuscito a trovare la donna e, nel frattempo, si è fidanzato con Rita Baker. I due vivono felicemente insieme, finché Rita non scopre che Jeff è ancora ossessionato dalla scomparsa di Diane e racconta diverse menzogne a Rita, in modo da poter passare del tempo a trovare Diane.
Rita è stanca e obbliga Jeff a scegliere tra lei e Diane, in quanto crede che sia ancora innamorato di quest'ultima. Jeff afferma di amare Rita, e insieme bruciano tutti i poster e i manifesti di Diane.
Diverse settimane dopo, Jeff riceve un messaggio telefonico e, poco dopo, una lettera firmata da Barney Cousins, in cui egli afferma di poter mostrare cosa è successo a Diane. Jeff mostra la lettera a Rita, che tuttavia non si convince della veridicità di Barney, e decide di lasciare Jeff per sempre. Jeff la segue fino a casa, ma Rita scappa e torna alla tavola calda dove si erano conosciuti. A casa, Jeff riceve la visita di Barney, che gli rivela di essere il rapitore di Diane. Infuriato, Jeff lo getta della scale e lo ferisce con calci e pugni, venendo visto da una vicina di casa.
Barney, sanguinante, gli spiega che potrà vedere quello che è successo a Diane, solo se subirà egli stesso lo stesso trattamento della donna. Jeff accetta e partono insieme. verso un bosco isolato, dove Barney obbliga Jeff a bere del caffè che lo farà addormentare in quindici minuti, in modo che non possa vedere la strada fino al casolare dove lo vuole condurre. Prima che riesca ad addormentarsi, Barney racconta a Jeff diversi episodi del passato: a quindici anni, Barney saltò dal tetto della casa solo per provare a se stesso cosa poteva fare. Da adulto, invece, assieme alla moglie e alla figlia, vide una bimba in un fiume, che stava per annegare e saltò, salvandola. Agli occhi della figlia era diventato un eroe. Ma per essere un eroe, doveva dimostrare a se stesso che avrebbe potuto fare anche le peggiori cose e le peggiori azioni da lui concepite: rapire una persona.
Rita nel frattempo sente il messaggio di Barney al telefono e capisce che Jeff aveva ragione. Parte allora alla ricerca dell'uomo, grazie alla vicina di casa che aveva visto la lite e il numero di targa dell'auto di Barney. Durante il tragitto, Rita incontra la figlia quindicenne di Barney, che la scambia per un'amante del padre e le mostra la strada per il casolare, in cambio di un passaggio al luna park.
Una volta arrivata, Rita scopre Barney e finge di aver sequestrato sua figlia, raccontandogli particolari che solo lui avrebbe saputo e obbligandolo a bere il caffè. Barney lo beve e Rita scappa, cercando Jeff e trovandolo in una bara, seppellito vivo. Questo era stato anche il destino di Diane, ormai morta. Rita inizia a scavare con una pala e libera Jeff, ancora incosciente. Barney insegue Rita e sembra volerla uccidere, ma Jeff si sveglia e con la pala, uccide Barney. Vedendo la bara di Diane, Jeff ha ormai risolto le sue ossessioni e si è riconciliato con Rita. I due vendono poi l'intera storia del rapimento ad un editore.

## Differenze
Rispetto al film originale, il remake differisce sostanzialmente nel finale, in cui Jeff e Rita riescono a salvarsi e a vendere la storia ad un editore. Nel film del 1988, al contrario, Jeff viene sepolto vivo da Barney. Di Rita non si ha alcuna notizia, poiché aveva già deciso di allontanarsi da Jeff e dalla sua ossessione. 
Il finale è stato cambiato per accontentare il pubblico statunitense.

## Produzione
Le riprese si sono svolte dal 6 aprile 1992 al 21 giugno dello stesso anno.

## Distribuzione
Il film è uscito negli Stati Uniti il 5 febbraio 1993.